# Hôtel de préfecture du Jura
L'hôtel de préfecture du Jura est un bâtiment situé à Lons-le-Saunier, en France. Ancien couvent, il sert de préfecture au département du Jura.

## Localisation
Le bâtiment est situé dans le département français du Jura, sur la commune de Lons-le-Saunier.

## Historique
Le prieuré est fondé au XIIe siècle. Détruit en 1637 à la suite d'un incendie, il est reconstruit entre 1711 à 1715. Après la Révolution française, le prieuré est reconverti en hôtel de préfecture, et les bâtiments autour du cloître sont complétés.
L'édifice est partiellement inscrit au titre des monuments historiques le 12 mai 1999.